# مدى (طائرة)

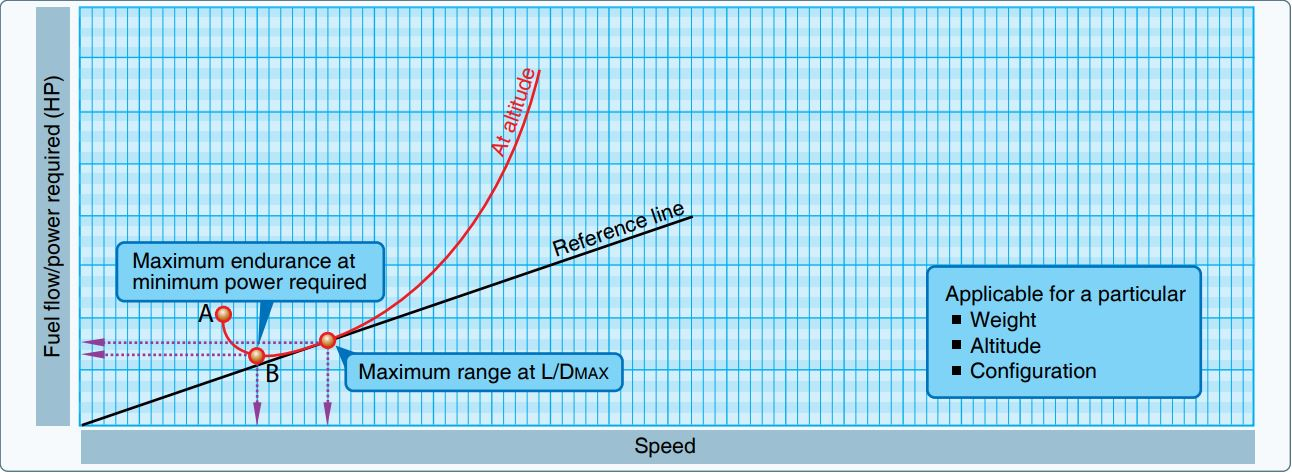

المدى هي المسافة التي تقطعها الطائرة   بين الإقلاع و الهبوط وتكون محددة بكمية وقود الطائرة المزودة بمحرك أما الطائرة غير المزودة بمحرك فتكون محكومة بسرعة الرياح في البيئة التي تطير فبها الطائرة وحسب الظروف المناخية. إن المسافة التي تقطعها الطائرة المزودة بمحرك تكون محكومة بكمية الوقود المحمولة حيت أن نسبة الوقود المستهلك تدخل في تحديد المسافة التي تقطعها الطائرة وباستهلاك الوقود كلياً فان المحركات سوف تتوقف وتفقد الطائرة قوة الدفع. أما الطائرة غير المزودة بمحرك فان أقصى مدى لها يكون متغير إذ قد يعتمد على عدد ساعات النهار أو ظروف الطقس أو قدرة الطيار على الاستمرارية وغيرها من العوامل.
يمكن إيجاد المدى من خلال ضرب السرعة (V) عند ظروف معينة في أقصى وقت (t_max) وحسب معادلة الاشتقاق.

## الاشتقاق
أستهلاك الوقود عند كل وحدة زمنية هو:
{\displaystyle F={\frac {dW_{f}}{dt}}}
حيث ان {\displaystyle W_{f}} هو كمية الوقود المحمولة، إن نسبة وزن تدفق الوقود (الذي يستهلك) له علاقة بوزن الطائرة وبما أن {\displaystyle dW_{f}=-dW} إذن:
{\displaystyle F=-{\frac {dW}{dt}}}
وبذلك تكون نسبة تغير وزن الوقود مع المسافة هي:
{\displaystyle {\frac {dW}{dR}}={\frac {\frac {dW}{dt}}{\frac {dR}{dt}}}={\frac {F}{V}}}
حيث V هي السرعة
ألان نجد المدى من خلال التكامل الواضح:
{\displaystyle R=\int _{t_{1}}^{t_{2}}Vdt=\int _{W_{1}}^{W_{2}}-{\frac {V}{F}}dW=\int _{W_{2}}^{W_{1}}{\frac {V}{F}}dW}
إن المصطلح V/F يسمى المدى المحدد (=المدى عند كل وحدة وزن بالنسبة للوقود)، يمكن حساب المدى المحدد عندما تكون الطائرة ظاهريا بحالة طيران مستقر. الاختلاف يكمن فقط في كون الطائرة نفاثة أو مروحية.

### الطائرة المروحية
عندما تقوم المراوح بعملية الدفع فان مستوى سرعة الطيران عند رقم معين من وزن الطائرة في حالة التوازن يجب ذكره وهو {\displaystyle P_{a}=P_{r}}. لكل سرعة طيران هناك توافق لقيمة محددة ل كفائة الدفع {\displaystyle \eta _{j}} وأستهلاك الوقود المحدد {\displaystyle c_{p}}. قوى المحرك المتتالية يمكن إيجادها عند طريق:
{\displaystyle P_{br}={\frac {P_{a}}{\eta _{j}}}}
نسبة وزن تدفق الوقود المتماثلة يمكن حسابها من:
{\displaystyle F=c_{p}P_{br}}
القدرة الدافعة هي السرعة مضروبة في الإعاقة التي تحسب من نسبة الرفع والإعاقة:
{\displaystyle P_{br}=V{\frac {C_{D}}{C_{L}}}W}
على فرض ان الطيران هو عند نسبة ثابتة للرفع والإعاقة فأن تكامل المدى يكون:
{\displaystyle R={\frac {\eta _{j}}{c_{p}}}{\frac {C_{L}}{C_{D}}}\int _{W_{2}}^{W_{1}}{\frac {dW}{W}}}
لايجاد تعبير تحليلي للمدى يجب الاخذ بنظر الاعتبار بأن المدى المحدد ونسبة وزن تدفق الوقود يمكن ان تكون لها علاقة بخصائص الطائرة ونظام الدفع.
{\displaystyle R={\frac {\eta _{j}}{c_{p}}}{\frac {C_{L}}{C_{D}}}ln{\frac {W_{1}}{W_{2}}}}

### الدفع النفاث
إن مدى الطائرة النفاثة يمكن أشتقاقه أيضا، الآن يكون مستوى الطيران المتوازن-المستقر محسوب فالعلاقة المستخدمة هي {\displaystyle D={\frac {C_{D}}{C_{L}}}W}. يمكن كتابة الدفع كالاتي:
{\displaystyle T=D={\frac {C_{D}}{C_{L}}}W}
يمكن تخصيص المحركات النفاثة ب (الدفع المحدد لاستهلاك الوقود) وذلك لتكون نسبة تدفق الوقود متناسبة مع الإعاقة عوضا عن القدرة.
{\displaystyle F=-c_{T}T=-c_{T}{\frac {C_{D}}{C_{L}}}W}
باستعمال معادلة الرفع {\displaystyle {\frac {1}{2}}\rho V^{2}SC_{L}=W}
حيث {\displaystyle \rho }  كثافة الهواء  و S مساحة الجناح.
المدى المحدد يمكن إيجاده مساويا لل:
{\displaystyle {\frac {V}{F}}={\frac {1}{c_{T}W}}{\sqrt {{\frac {W}{S}}{\frac {2}{\rho }}{\frac {C_{L}}{C_{D}^{2}}}}}}
لذلك يصبح المدى:
{\displaystyle R=\int _{W_{2}}^{W_{1}}{\frac {1}{c_{T}W}}{\sqrt {{\frac {W}{S}}{\frac {2}{\rho }}{\frac {C_{L}}{C_{D}^{2}}}}}dW}
عند أنقضاض الطائرة من ارتفاع معين فان زاوية الهجوم المحددة وثابت استهلاك الوقود المحدد تضافان للمعادلة فيصبح المدى:
{\displaystyle R={\frac {2}{c_{T}}}{\sqrt {{\frac {2}{S\rho }}{\frac {C_{L}}{C_{D}^{2}}}}}\left({\sqrt {W_{1}}}-{\sqrt {W_{2}}}\right)}
حيث ان قابلية الانضغاط على خصائص الطائرة الايروديناميكية تهمل بتقليل سرعة الطيران عند الطيران.

### الانقضاض/التسلق
بالنسبة للطائرة النفاثة التي تعمل لفترات طويلة عند الغلاف الجوي العلوي فان سرعة الصوت تكون ثابتة حيث ان الطيران عند زاوية هجوم محددة وبعدد ماك  (Mach) ثابت يجعل الطائرة في وضعية التسلق، وبدون تغيير قيمة سرعة الصوت ففي هذا الحالة:
{\displaystyle V=aM}
حيث M هو عدد ماك للانقضاض و a سرعة الصوت. بذلك تُختزل معادلة المدى الى:
{\displaystyle R={\frac {aM}{c_{T}}}{\frac {C_{L}}{C_{D}}}\int _{W_{2}}^{W_{1}}{\frac {dW}{W}}}
أو {\displaystyle R={\frac {aM}{c_{T}}}{\frac {C_{L}}{C_{D}}}ln{\frac {W_{1}}{W_{2}}}} كذلك تعرف ب معادلة بريجويت للمدى (Breguet range equation).